# Ctenucha subsemistria
Ctenucha subsemistria là một loài bướm đêm thuộc phân họ Arctiinae, họ Erebidae.